# Ventolin
Ventolin (vlastním jménem David Doubek; * 25. září 1971 Rakovník) je český hudebník, zpěvák a diskžokej, věnující se elektronické hudbě. Byl členem post-punkové kapely Kazety. Od roku 2002 se věnuje pedagogické činnosti na Pedagogické fakultě Univerzity Karlovy.

## Životopis
David Doubek se narodil 25. září 1971 v Rakovníku. V dětství se naučil hrát na kytaru. Vystudoval učitelství a kulturní antropologii na Univerzitě Karlově. Jako člen Pražské skupiny školní etnografie se v rámci longitudinálního výzkumu české školy od roku 1995 do roku 2004 věnoval výzkumům komunikace mezi učitelem a žáky, vrstevnických vztahů mezi dětmi ve třídě, vývoje identity a volby profese. Od roku 2005 se věnuje výzkumu vztahu vzdělání v sociálně vyloučených lokalitách. Ve stejném roce byl také v rámci kolektivu autorů spoluoceněn Cenou ministryně školství, mládeže a tělovýchovy za práci „Psychický vývoj dítěte od 1. třídy do 5. třídy“

## Hudební kariéra
Roku 2016 vydal v Polsku společné album s duem RSS B0YS. V září 2017 vydal vlastní album Vitajte. V roce 2018 vystupoval ve speciálním dílu pořadu AZ-kvíz, v němž se utkal s rapperem Jamesem Colem. V září roku 2021 vydal vlastní album Dneska se vyčasilo. Jeho nejznámější skladba je Disco Science, která vyšla v roce 2017 na albu Vitajte. Aktuálně má tato skladba 2.670.000 zhlédnutí na YouTube (stav k dubnu roku 2025).

## Dílo

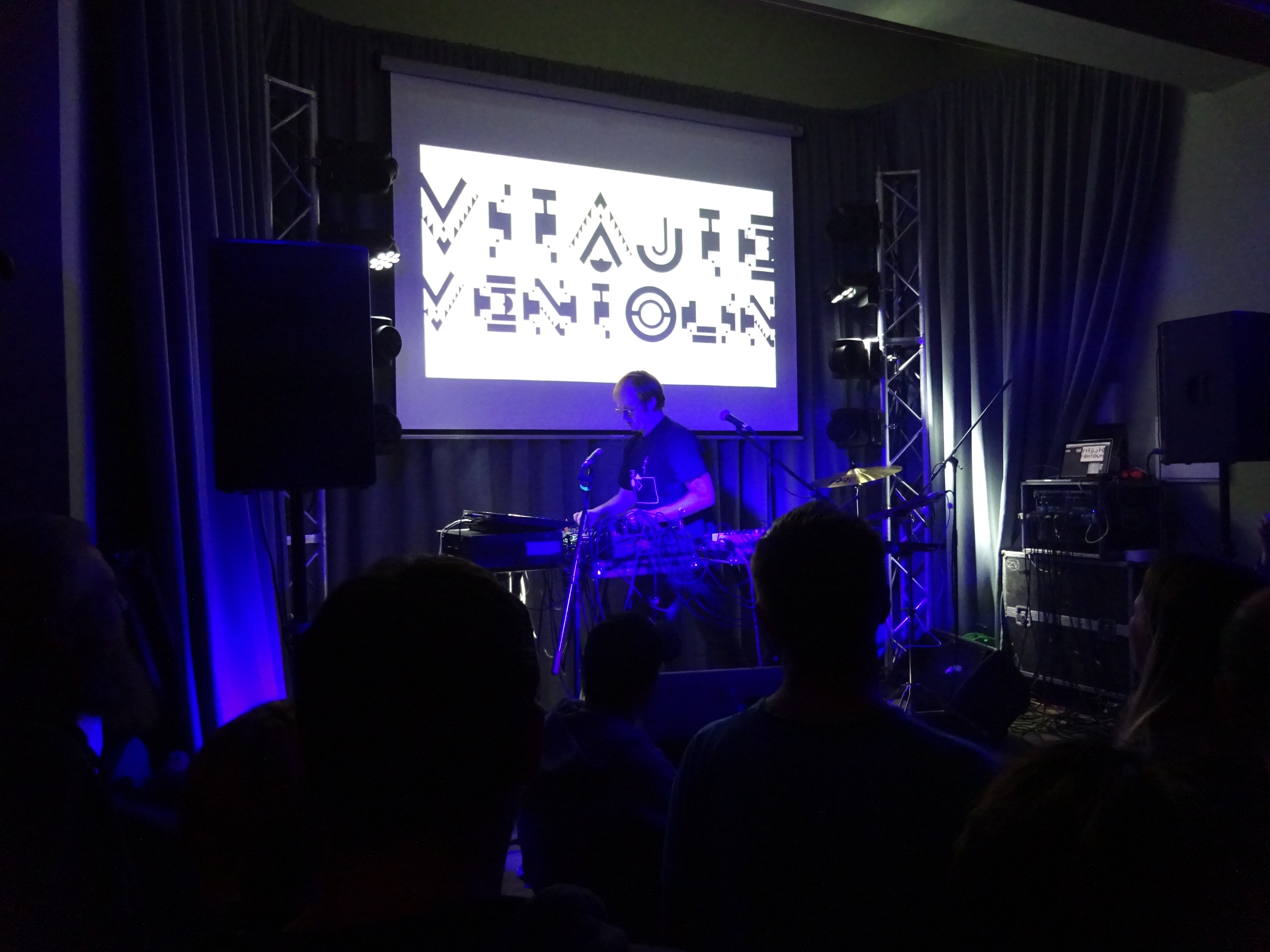
Koncert ve Střelnici, Tábor, leden 2019

### Diskografie
- Totem (2012)
- XPLAYMIX 17 (2015)
- The Game Ys Rottyn (s Rss B0yss) (2016)
- Vitajte (2017)
- Dneska se vyčasilo (2021)
- Všechno nejlepší (2025)

### Odborné publikace
- DOUBEK, D. a M. LEVÍNSKÁ. Us and Them - what categories reveal about Roma and non-Roma in the Czech Republic, 2015
- BITTNEROVÁ D., DOUBEK, D., LEVÍNSKÁ, M. Pomoc a pořádek: kulturní modely v pomáhajících profesích. Praha: Fakulta humanitních studií, 2015
- BITTNEROVÁ D., DOUBEK, D., LEVÍNSKÁ, M. Roma as the Others in Czech Republic. Intercultural Education, 2015
- DOUBEK D. a M. LEVÍNSKÁ. Schémata a výzkum přístupu k výchově ve vyloučených lokalitách. Studia paedagogica. Brno: Masarykova univerzita, 2013
- BITTNEROVÁ, D., DOUBEK, D. LEVÍNSKÁ, M. Funkce kulturních modelů ve vzdělávání. Praha: Fakulta humanitních studií Univerzity Karlovy v Praze, 2011